# Comité Christelijke Kerken
Het Comité Christelijke Kerken (CCK) is een samenwerkingsverband van Surinaamse christelijke organisaties.

## Geschiedenis
In de crisis van de jaren 1930 hadden de christelijke kerken van Suriname geen antwoord op de situatie, terwijl de houding ervoor was geweest dat ze het altijd beter hadden geweten. Het gebeurde zelfs dat demonstranten kerkgebouwen in Paramaribo bekogelden en er was een toename van jeugdbendes en prostitutie. Duidelijk werd dat de kerken met een Europees karakter het contact verloren en weer aansluiting wilden met de jeugd. De aanloop tot de oprichting van een oecumeneische organisatie begon al in 1936 en op 23 november 1942 werd het Comité Christelijke Kerken opgericht, met het doel om zedenverwildering tegen te gaan, oftewel het verlies aan  – met name seksuele – normen en waarden, door zich meer op de mensen te richten en aandacht te hebben voor de Surinaamse cultuur.
Begin jaren 1970 bereikten de opvattingen uit de Latijns-Amerikaanse bevrijdingstheologie ook Suriname door de deelname aan de Antilliaanse Bisschoppen Conferentie en de Conferentie Van Caraïbische Kerken (CVCK). In de zoektocht naar een nieuw kerkbeeld werden brochures met vredesboodschappen uitgebracht. Tijdens het militaire regime in Suriname in de jaren 1980 moesten de kerken zich staande zien te houden en bracht het CCK – soms samen met islamitische en hindoeïstische koepelorganisaties – een aantal verklaringen uit die gericht waren op mensenrechten, de kwaliteit van het leven en vrouwenrechten. Deze samenwerking werd in 1988 bestendigd door de oprichting van de Interreligieuze Raad in Suriname, waarin ook de islam en het hindoeïsme vertegenwoordigd zijn.

## Leden
Rond 2023 kent het CCK de volgende leden:
- Anglicaanse Kerk
- Katholieke Kerk in Suriname
- Evangelische Broedergemeente Suriname
- Evangelisch Lutherse Kerk in Suriname
- Hervormde Kerk in Suriname
- Leger des Heils